# Gastromyzon
Gastromyzon är ett släkte i familjen grönlingsfiskar (Balitoridae). Släktet omfattar 36 arter. Tidigare omfattade släktet omkring 50 arter, men flera har idag förts till andra släkten, främst Beaufortia och Pseudogastromyzon.

## Utbredningsområde
De flesta av de idag giltiga arterna lever endemiskt på ön Borneo, främst i den malaysiska delstaten Sarawak, men också på de delar av ön som hör till Indonesien och Brunei.

## Gastromyzoni fångenskap
Ett fåtal arter hålls ibland i akvarium, främst Gastromyzon punctulatus. Den når en längd av 6,5 cm och är främst uppskattade som algätare. I zoohandeln säljs den ofta under något av handelsnamnen Borneo sucker, prickig grönling och prickig kinapleco.

## Lista över arter
| - Gastromyzon aequabilis Tan, 2006 - Gastromyzon aeroides Tan & Sulaiman, 2006 - Gastromyzon auronigrus Tan, 2006 - Gastromyzon bario Tan, 2006 - Gastromyzon borneensis Günther, 1874 - Gastromyzon contractus Roberts, 1982 - Gastromyzon cornusaccus Tan, 2006 - Gastromyzon cranbrooki Tan & Sulaiman, 2006 - Gastromyzon crenastus Tan & Leh, 2006 - Gastromyzon ctenocephalus Roberts, 1982 - Gastromyzon danumensis Chin & Inger, 1989 - Gastromyzon embalohensis Rachmatika, 1998 - Gastromyzon extrorsus Tan, 2006 - Gastromyzon farragus Tan & Leh, 2006 - Gastromyzon fasciatus Inger & Chin, 1961 - Gastromyzon ingeri Tan, 2006 - Gastromyzon introrsus Tan, 2006 - Gastromyzon katibasensis Leh & Chai, 2003 | - Gastromyzon lepidogaster Roberts, 1982 - Gastromyzon megalepis Roberts, 1982 - Gastromyzon monticola (Vaillant, 1889) - Gastromyzon ocellatus Tan & Ng, 2004 - Gastromyzon ornaticauda Tan & Martin-Smith, 1998 - Gastromyzon pariclavis Tan & Martin-Smith, 1998 - Gastromyzon praestans Tan, 2006 - Gastromyzon psiloetron Tan, 2006 - Gastromyzon punctulatus Inger & Chin, 1961 - Gastromyzon ridens Roberts, 1982 - Gastromyzon russulus Tan, 2006 - Gastromyzon scitulus Tan & Leh, 2006 - Gastromyzon spectabilis Tan, 2006 - Gastromyzon stellatus Tan, 2006 - Gastromyzon umbrus Tan, 2006 - Gastromyzon venustus Tan & Sulaiman, 2006 - Gastromyzon viriosus Tan, 2006 - Gastromyzon zebrinusc Tan, 2006 |